# Epic Browser
Epic Browser (браузер) — веб-браузер индийской компании-разработчика Hidden Reflex, созданный на базе браузера с открытым исходным кодом Chromium.

## История
Первая версия Epic Browser была выпущена 15 июля 2010 года и была разработана на базе Mozilla Firefox. Браузер имел несколько встроенных приложений, таких как чат-клиент, дополнительная поддержка социальных сетей и др. 29 августа 2013 года Epic Browser перешёл на движок Chromium и выбрал приоритетным направлением для развития браузера функции по защите конфиденциальности пользователей.

## Ключевые особенности
Из браузера удалён ряд функций, направленных на получение информации о действиях пользователя в Интернете:
- Не сохраняет историю посещаемых страниц.
- Не записывает кэш.
- Удаляет всю информацию о сессии при выходе из браузера[8].

### Встроенный прокси-сервер
- Функция включается вручную пользователем.
- Официальным местоположением пользователя для всех поисковых систем после включения данной функции становится Нью-Джерси.
- Автоматическое перенаправление всех запросов пользователя через прокси-сервер браузера, до отправки в поисковые системы. Функция предотвращает возможность поисковым системам сопоставлять запросы пользователя с его IP адресом[9].

### Ограничения
- Отключена функция автоматического обновления браузера[8].
- Ряд сайтов в браузере отображаются некорректно[9].

В настоящее время Epic Browser поддерживает платформы Windows и Mac OS X.